# J. Arthur Younger

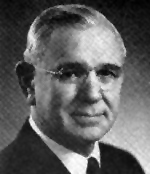
J. Arthur Younger

Jesse Arthur Younger (* 11. April 1893 in Albany, Oregon; † 20. Juni 1967 in Washington, D.C.) war ein US-amerikanischer Politiker. Zwischen 1953 und 1967 vertrat er den Bundesstaat Kalifornien im US-Repräsentantenhaus.

## Werdegang
Im Jahr 1904 kam Arthur Younger nach Kirkland im Bundesstaat Washington, wo er die öffentlichen Schulen besuchte. Danach studierte er bis 1915 an der University of Washington in Seattle. Anschließend leitete er bis 1917 die Leichtathletikabteilung an dieser Universität. Während des Ersten Weltkrieges diente er zunächst in der Nationalgarde des Staates Washington. Danach war er auf dem europäischen Kriegsschauplatz in der Küstenartillerie eingesetzt. Bei seinem Ausscheiden aus dem Militärdienst hatte er es bis zum Hauptmann gebracht. Zwischen 1920 und 1934 arbeitete Younger in Seattle für verschiedene Kreditinstitute. Danach war er bis 1952 in verschiedenen Funktionen in der staatlichen Kreditvergabe beschäftigt. Seit 1937 war er im kalifornischen San Mateo ansässig. Von 1937 bis 1952 fungierte er als Vizepräsident der Citizens Federal Savings & Loan Association in San Francisco. Gleichzeitig schlug er als Mitglied der Republikanischen Partei eine politische Laufbahn ein.
Bei den Kongresswahlen des Jahres 1952 wurde Younger im neunten Wahlbezirk von Kalifornien in das US-Repräsentantenhaus in Washington gewählt, wo er am 3. Januar 1953 die Nachfolge von Allan O. Hunter antrat. Nach sieben Wiederwahlen konnte er bis zu seinem Tod am 20. Juni 1967 im Kongress verbleiben; er erlag einer Leukämieerkrankung. Seit 1963 vertrat er als Nachfolger von John J. McFall den elften Distrikt seines Staates. In seine Zeit als Kongressabgeordneter fielen unter anderem der Kalte Krieg, die Bürgerrechtsbewegung, die Kubakrise und der Beginn des Vietnamkrieges.